# Cazaugitat
Cazaugitat település Franciaországban, Gironde megyében. Lakosainak száma 212 fő (2022. január 1.). Cazaugitat Soussac, Cleyrac, Mauriac, Auriolles, Saint-Ferme, Rimons és Caumont községekkel határos.

## Népesség
A település népességének változása:
| Lakosok száma | 323  | 236  | 212  | 247  | 243  | 245  | 244  | 225  | 217  | 212  |
|               | 1968 | 1982 | 1990 | 2006 | 2013 | 2015 | 2017 | 2019 | 2020 | 2022 |